# Jebel Musa
Jebel Musa, "Berget Moses", är ett berg i Marocko.Det ligger i regionen Tanger-Tétouan-Al Hoceïma, 250 km nordost om huvudstaden Rabat. Toppen på Jebel Moussa är 851 meter över havet och den ingår i bergskedjan Rifbergen.
Jebel Musa ligger omkring 6 km väster om den spanska exklaven och autonoma staden Ceuta. Berget anses ibland vara den södra av Herkules stoder (alternativt anses det vara Monte Hacho i Ceuta). Den norra stoden på andra sidan Gibraltar sund är Gibraltarklippan.